# HR 7722
HR 7722 (HD 192310 / HIP 99825 / Gliese 785) es una estrella en la constelación de Capricornio situada en el extremo suroeste de la misma, al oeste de ω Capricorni y al noreste de Askella (ζ Sagittarii). De magnitud aparente +5,73, prácticamente se halla en el límite de visibilidad para poder ser observada a simple vista. Se encuentra a 28,8 años luz del sistema solar.
HR 7722 es una enana naranja, una estrella que como el Sol obtiene su energía de la fusión de hidrógeno, pero más fría y menos luminosa que nuestra estrella. De tipo espectral incierto (K0-3V), aparece como de tipo K2V en la base de datos SIMBAD. Tomando este último dato como referencia, HR 7722 puede ser una estrella semejante a ε Eridani, Gliese 33 y ρ Eridani A.
Tiene una temperatura efectiva de 5166 K y brilla con el 39% de la luminosidad solar.
Su radio equivale al 81% del radio solar y su masa estimada se sitúa en torno al 80% de la masa solar.
Muestra una abundancia relativa de metales —basada en su contenido de hierro— ligeramente inferior a la que tiene el Sol ([Fe/H] = -0,04).
No se ha detectado exceso en el infrarrojo ni a 24 μm ni a 70 μm, lo que parece descartar la presencia de un disco de polvo a su alrededor.
Se piensa que es una estrella antigua con una edad aproximada de 9300 millones de años.
Asimismo, podría ser una binaria espectroscópica y está catalogada como una posible estrella variable, recibiendo la denominación NSV 12933.
Sistemas estelares cercanos a HR 7722 son AU Microscopii y AT Microscopii, ambos a una distancia comprendida entre los 5,5 y los 6,3 años luz.

## Sistema planetario
En 2010 se descubrió un planeta extrasolar, designado Gliese 785 b, en órbita alrededor de esta estrella.
Tiene una masa mínima similar a la de Neptuno —21,6 veces la masa de la Tierra— y su distancia media respecto a la estrella es de 0,32 UA.
Su período orbital es de 74,72 días.
Un segundo planeta más externo, Gliese 785 c, fue descubierto en 2011. Orbita a 1,2 UA de la estrella y su período orbital es de 526 días.
| Acompañante (En orden desde la estrella) | Masa (MJ)        | Período orbital (días) | Semieje mayor (UA) | Excentricidad |
| ---------------------------------------- | ---------------- | ---------------------- | ------------------ | ------------- |
| Gliese 785 b                             | > 0,053 ± 0,0028 | 74,72 ± 0,1            | 0,32 ± 0,005       | 0,13 ± 0,04   |
| Gliese 785 c                             | > 0,075 ± 0,016  | 525,8 ± 9,2            | 1,18 ± 0,025       | 0,32 ± 0,11   |